# Nemeura glauningi
Nemeura glauningi är en insektsart som först beskrevs av Hermann Julius Kolbe 1901.  Nemeura glauningi ingår i släktet Nemeura och familjen Nemopteridae. Inga underarter finns listade i Catalogue of Life.